# Aimé Gibaud
Amédée (Aimé) Gibaud (* 5. März 1885 in Rochefort; † 18. August 1957 ebenda) war ein französischer Schachspieler.
Gibaud, der für die Post arbeitete, gewann die französische Meisterschaft 1928, 1930, 1935 und 1940. Er spielte auch Fernschach und gewann dreimal die französische Fernschachmeisterschaft. Gibaud vertrat Frankreich bei den inoffiziellen Schacholympiaden 1924 in Paris und 1936 in München.